# Инои
 Тази статия е за селото в Кожанско.  За селото в Костурско, чието гръцко име е Инои вижте Ошени.  
Инои или Илесли (на гръцки: Οινόη, до 1927 година Ιλεσλή, Илесли) е село в Гърция, в дем Кожани, област Западна Македония.

## География
Инои е разположено на 760 m надморска височина, на 10 km източно от Кожани.

## История

### В Османската империя
В края на XIX век Илесли е турско село в Кожанска каза на Османската империя. 
На Етнографската карта на Битолския вилает на Картографския институт в София от 1901 година Лешли е чисто турско село в Кожанската каза на Серфидженския санджак с 58 къщи.
Според статистика на Серфидженския санджак на гръцкото консулство в Еласона от 1904 година в Лесли (Λεσλή), Кожанска каза, живеят 330 турци.

### В Гърция
През Балканската война в 1912 година в селото влизат гръцки части и след Междусъюзническата в 1913 година остава в Гърция. В 1913 година селото (Ιλεσλή, Λεσλή) има 410 жители. През 20-те години населението му се изселва в Турция и на негово място са настанени бежанци от Турция. В 1928 година селото е изцяло бежанско с 94 семейства и 384 жители бежанци.
През 1927 името на селото е сменено на Инои.
Населението традиционно произвежда жито, тютюн и други земеделски продукти, като се занимава частично и със скотовъдство.
| Име       | Име          | Ново име   | Ново име    | Описание                                                         |
| --------- | ------------ | ---------- | ----------- | ---------------------------------------------------------------- |
| Зейнал    | Ζεϊνάλ Λόφος | Анатоликон | Ανατολικόν  | връх в Скопос на ССЗ от Инои (1284,2 m)                          |
| Чалелик   | Τσαλελίκ     | Вулягмени  | Βουλιαγμένη | река на ЮЗ от Инои                                               |
| Гьоз тепе | Γκιόζ Τεπέ   | Амигда     | Амигдалиес  | връх в Скопос на ЮЗ от Галани (Чакирли) и ССЗ от Инои (1284,2 m) |

| Година    | 1913 | 1920 | 1928 | 1940 | 1951 | 1961 | 1971 | 1981 | 1991 | 2001 | 2011 | 2021 |
| --------- | ---- | ---- | ---- | ---- | ---- | ---- | ---- | ---- | ---- | ---- | ---- | ---- |
| Население | 410  | 427  | 384  | 501  | 435  | 405  | 203  | 180  | 198  | 156  | 111  | 67   |